# 防衛功労章

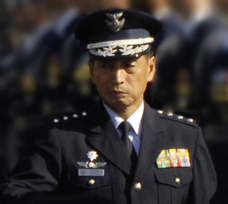
右胸に第３級防衛功労章を着用した田母神俊雄航空幕僚長

防衛功労章（ぼうえいこうろうしょう）とは自衛官が着用するき章の一つ。防衛省の功労表彰である特別及び第1乃至第5級賞詞の副賞として授与される。

## 概要

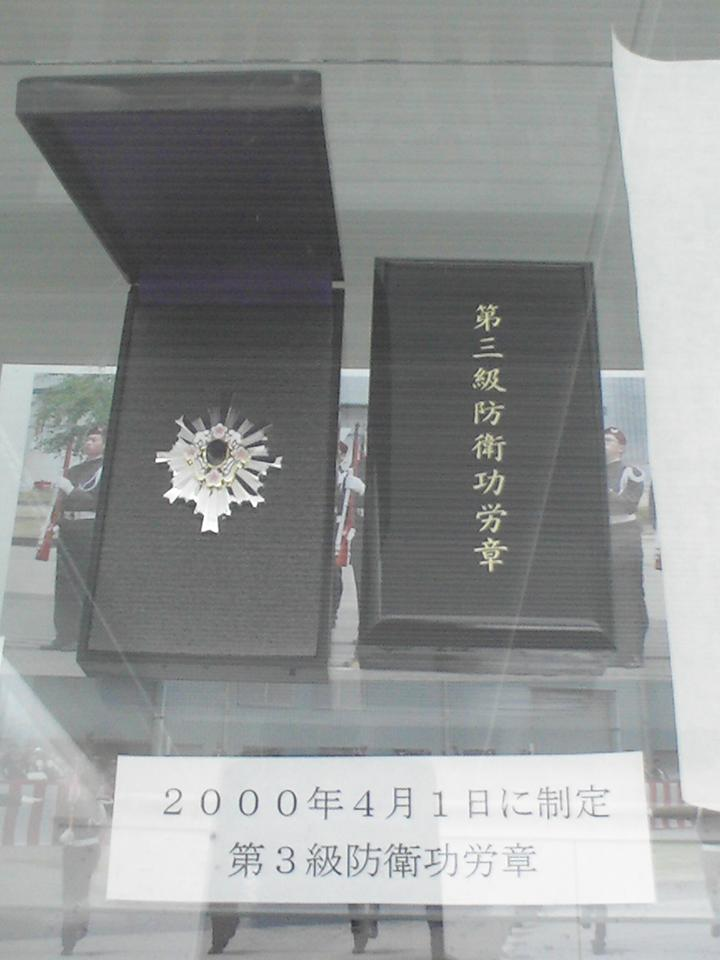
第3級防衛功労章

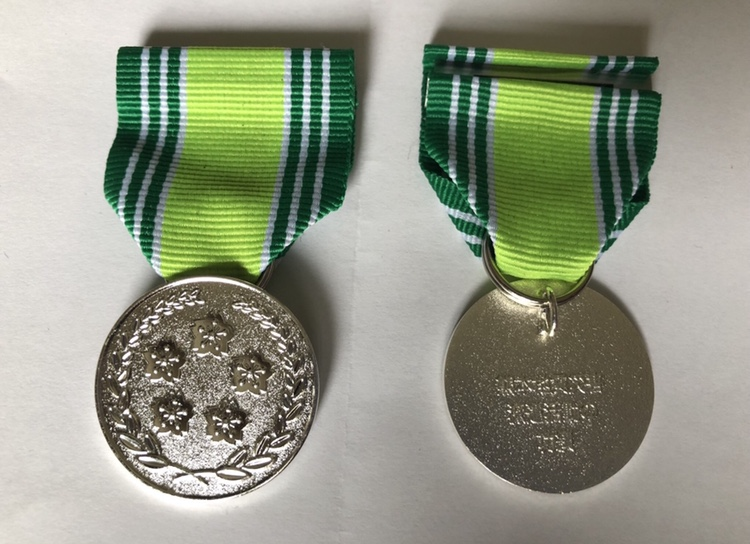
第1級部隊功績貢献章。表面は表彰権者（防衛大臣）、裏面は表彰の対象となった活動の概要が刻印される。

賞詞には、特別と第1級から第5級までの6等級があり（「自衛隊法施行令」（昭和29年6月30日政令第179号）第3節第2条第1項）、「功績があつた隊員」に対して授与される（同第2項）。特別賞詞は内閣総理大臣、第1級賞詞は防衛大臣、2級以下の賞詞は防衛大臣又はその委任を受けた者が授与する（同第3条）。そして、特別賞詞、第1級から第5級までの賞詞を授与される隊員に対しては、それぞれその賞詞に添えて特別防衛功労章、第1級防衛功労章、第2級防衛功労章、第3級防衛功労章、第4級防衛功労章又は第5級防衛功労章が授与される（同第2条第1項）。
防衛記念章と異なり終身保有することができ、自衛官だけでなく自衛隊員も着用できる。受賞者が死没した後もその遺族が保存することができる。かつては第2級賞詞受賞者までが授与対象であったが、平成12年度以降は第3級賞詞受賞者まで、平成31年度以降は第5級賞詞まで拡大されている（ただし、政令改正前の第3級賞詞受賞者等には授与されていない）。
制式は、縦長の旭光の中心に楕円形の珠玉を桜花が囲んだものが配された図様で、珠玉の色は特別が赤、1級が紫、2級が緑、3級が紺、4級が黄、5級が藍となっており、これは褒章の各色に対応させたものである。旭光は2級以上が金、3級以下が銀である。左胸上部に着用する(ただし、綬を付けない場合は右胸上部に着用する)。なお、綬を付けない防衛功労章を複数を有している場合に着用できるのは最上位の1個のみであったが、綬を付けるタイプになってからは保有する防衛功労章をすべて着用できるようになった。
自衛隊発足から現在に至るまで特別防衛功労章を受賞した者はおらず、第1級についても受賞者はごく少数で複数受章者は元自衛隊体育学校長の三宅義信と2012年ロンドン五輪レスリング金メダリストの小原日登美の2名のみとなっている。
防衛省は、使命感を醸成し得る処遇の改善を目的とした防衛功労章の拡充費用として、平成26年度防衛予算の要求に約7000万円を盛り込んだ。その内容は、部隊功績に係る新たな功労章として「部隊功績貢献章」（綬がついたメダル型）の新設と防衛功労章の形状変更（具体的には、防衛功労章に綬が付くようになった。）である。さらに、平成31年度予算に約6,000万円を盛り込み、第4級賞詞および第5級賞詞に対応する防衛功労章を新設することとした。